# Ризик (фільм, 2016)
«Ризик» (англ. Risk) — документальний фільм американської режисерки Лори Пойтрас 2016 року про засновника WikiLeaks Джуліана Ассанжа. Був показаний у секції «Двотижневик режисерів» на Каннському кінофестивалі 2016 року. 9 квітня 2017 року Showtime опублікував трейлер фільму, виконавчим продюсером якого став Сем Есме, який має вийти «влітку».

## Огляд
Початковою передумовою фільму було звернення до життя Джуліана Ассанжа, документування сцен, що демонструють "мотиви і протиріччя Ассанжа і його найближчого оточення", зосереджуючись на ризиках, на які йшли люди, залучені до відомого вебсайту Wikileaks, включаючи Ассанжа. Фільм починається з 2010 року і розповідає про судові заходи, з якими він зіткнувся з боку шведської влади, яка домагалася його екстрадиції з Великої Британії в 2012 році. Ассанж стверджує, що будь-яка така шведська екстрадиція завершилася б екстрадицією до Сполучених Штатів. У першій сцені Ассанж (разом зі співробітницею Wikileaks Сарою Гаррісон) телефонує до Державного департаменту США із проханням посилити заходи безпеки. Далі йде розповідь про занепокоєння Ассанжа долею американської військовички Челсі Меннінг і про плани Ассанжа уникнути арешту. Потім у фільмі представлені документи прохання Ассанжа про притулок і про те, як він переодягався, щоб пробратися в посольство Еквадору в Лондоні і отримати там притулок.
Під початковою назвою «Притулок» (англ. "Asylum") фільм стає подорожжю в розчарування Пойтрас в Ассанжі. При переробці фільму вона змінила фокус фільму з досвіду ризикованої роботи в ЗМІ (як Ассанжа, так і її власної) на критику Ассанжа як недосконалого персонажа, включаючи його ймовірні сексуальні напади і "тривожні" висловлювання про жінок.
У версії фільму 2016 року Пойтрас представляє більш прихильну позицію щодо Ассанжа.  Перероблена версія 2017 року більше зосереджена на відповідях Ассанжа на звинувачення проти нього.
У середині 2016 року, одразу після показу в Каннах, друга Ассанжа та прихильника Wikileaks Джейкоба Аппельбаума публічно звинуватили в жорстокому поводженні з жінками під час роботи з Wikileaks і активіста комп’ютерної безпеки в Tor. В одному з моментів фільму Пойтрас за кадром заявляє про своє особисте розчарування в Апельбаумі, а також про свій гнів з приводу передбачуваного насильства Апельбаума над однією з її подруг. В інтерв'ю вона заявила, що Джуліан Ассанж відчайдушно намагався змусити її видалити сцени, в яких він називає звинувачення в сексуальному насильстві проти нього "радикально-феміністичною змовою" лесбійок, і що його адвокати зв'язалися з нею безпосередньо перед Каннами. Пойтрас повідомила, що Ассанж надіслав їй SMS-повідомлення, в якому назвав ці сцени "загрозою його свободі". За словами Пойтрас, саме це змусило її перефокусуватися на тих же звинуваченнях, додати до фільму історію Аппельбаума і змінити загальний меседж фільму.
У фільмі коротко розповідається про роль Wikileaks у виборах у США 2016 року.

## Актори
- Джейкоб Еплбаум
- Лора Пойтрес
- Джуліан Ассанж
- Сара Гаррісон
- Леді Гага

## Рецепція
Станом на 11 вересня 2022 року агрегатор оглядів Rotten Tomatoes зібрав 101 відгук із середньою оцінкою 7/10, 52% з яких були позитивними. Критичний консенсус веб-сайту стверджує: «Ризик ставить заплутані питання щодо етики документального кіно, але незмінно переконливий, незважаючи на свої недоліки». Metacritic поставив фільму 72 бали зі 100 на основі 25 критиків, вказавши «загалом схвальні відгуки».
Деякі рецензенти підкреслювали особисту вплутаність Лори Пойтрес в цю історію через її роман з Аппельбаумом.
Фільм зібрав лише 197 600 доларів касових зборів, що набагато менше в порівнянні з 3 мільйонами доларів, заробленими документальним фільмом Пойтрес про Едварда Сноудена Citizenfour.